# 中土大陸的馬列表

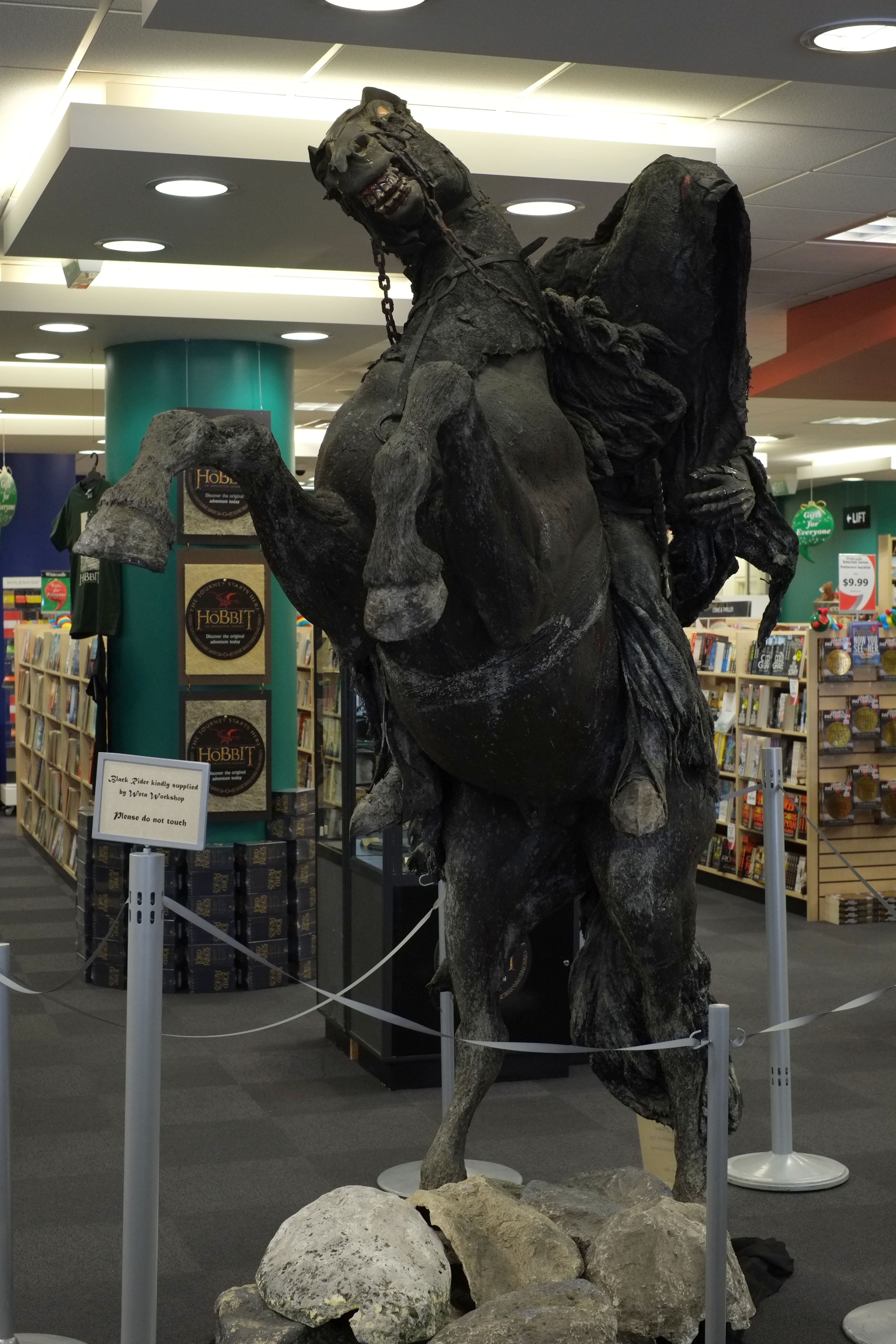
騎在馬背上的戒靈

本列表列出了在托爾金傳說故事集裡中土大陸所登場的馬匹與騎士。

## 比翁的小馬
《哈比人歷險記》中，當比爾博·巴金斯和十三名矮人離開換皮人比翁的居所時，比翁送了一批小馬可使他們快速抵達幽暗密林，但他們得在進入森林前將小馬送還，因為比翁非常熱愛他的動物。起初矮人們並不想遵守約定，但甘道夫說服了他們，不要試圖跟比翁對抗。

## 鄉巴佬
鄉巴佬是湯姆·龐巴迪的馬，身材較胖，十分聰明機智。平時龐巴迪很少騎牠，而讓牠在山野間自由行動。

## 梅里的小馬
梅里擁有的五匹小馬隨著哈比人們自夏爾一路來到布理，但牠們在馬廄中被戒靈給嚇走；隨後牠們一起行動，去找之前認識的鄉巴佬，並被湯姆·龐巴迪照顧了一段時間。之後龐巴迪將牠們送回到躍馬旅店老闆奶油伯那邊去，讓牠們在旅店工作。

## 阿斯法洛斯
當佛羅多在風雲頂被巫王刺傷後，徒步行走的哈比人們很難及時趕到布魯南渡口，而戒靈仍不斷地追尋哈比人們。但所幸從瑞文戴爾趕來的精靈葛羅芬戴爾（在電影中則是亞玟）找到了哈比人們，他讓受傷的佛羅多騎乘精靈駿馬阿斯法洛斯（Asfaloth）。在之後值遇到戒靈時，阿斯法洛斯載著佛羅多飛速前往布魯南渡口，其速度連戒靈的坐騎都追趕不上。

## 比爾
當佛羅多等四個哈比人在布理躍馬旅店住宿期間，戒靈入侵並嚇走了馬廄裡所有的馬，包括哈比人們的五匹小馬在內。次日早晨，哈比人們好不容易才找到一匹出售的小馬，其主人比爾·羊齒蕨（後來才知道他是薩魯曼手下的間諜）以高價將將這匹小馬比爾賣出。哈比人發現比爾受到嚴重的虐待，但牠在山姆·詹吉細心的照料下逐漸得到恢復，一路隨著隊伍抵達瑞文戴爾。山姆對牠有著濃厚的情感。
後來小馬比爾成為了幫魔戒遠征隊背負行李的馬，在進入摩瑞亞前，小馬比爾因受到水中監視者的驚嚇而離去。但聰明的牠最後找到回家的路，而被奶油伯收養；魔戒聖戰結束後，小馬比爾與山姆重聚，並被其帶到夏爾。

## 布里哥
布里哥是一匹棕色的馬，只出現在彼得·傑克森的電影改編中。布里哥的主人希優德在艾辛河渡口戰役中被殺害，之後亞拉岡在伊多拉斯馬廄中安撫躁動不安的牠，自此兩人成為親密的朋友。在亞拉岡被座狼拖下懸崖後，布里哥前來救了他。

## 羅赫林
羅赫林是亞拉岡在北方時的坐騎。魔戒聖戰時期，賀爾巴拉等北方遊俠將牠帶來洛汗交給亞拉岡，此後亞拉岡騎著牠通過亡者之道，並參與了在剛鐸的戰役。羅赫林和牠的同胞（其餘北方遊俠的坐騎）一樣勇敢，能夠克服恐懼跟隨主人進入亡者之道。

## 影疾
影疾屬於米亞拉斯神駒種族的馬，在魔戒聖戰期間是巫師甘道夫的座騎，牠陪伴甘道夫經歷了所有的旅程，直到前往海外仙境。

## 哈蘇風與阿羅德
亞拉岡、勒苟拉斯與金靂在追尋強獸人途中於洛汗平原上遇見了伊歐墨的部隊，在經過長時間的討論，伊歐墨知道他們並非洛汗的敵人，便送給他們兩匹馬——哈蘇風（Hasufel）與阿羅德（Arod ），牠們此前的主人在與強獸人戰鬥時遇害。亞拉岡騎乘的是哈蘇風，勒苟拉斯與金靂則騎乘阿羅德，這兩匹馬跟隨了他們很長一段時間。

## 史戴巴
史戴巴是洛汗的一匹灰色小馬。在聖盔谷之戰後，梅里成為希優頓的隨扈，他騎乘史戴巴共路經了登哈洛與伊多拉斯。

## 雪鬃

洛汗國的旗幟就是一匹正在奔跑的白色駿馬。

雪鬃是洛汗國王希優頓騎乘的白色駿馬，可能也是屬於米亞拉斯一種，牠奔跑的速度非常快速，比其他騎士還要快很多。然而牠在帕蘭諾平原戰役上因中了巫王的毒箭，而將其主人希優頓壓在其身下。戰後雪鬃的屍體被埋在平原上。

## 火蹄
為洛汗國第三元帥伊歐墨的坐騎，曾於前往聖盔谷的途中載過矮人金靂一程。目前還不清楚牠是否為米亞拉斯種族。

## 溫佛拉
在洛汗軍隊於登哈洛集結後，希優頓開始拒絕讓梅里參與戰鬥，因為身為小哈比人的他對騎士而言只是一種負擔。然而梅里隨後在伊多拉斯遇見了一位騎士德海姆（實際上是伊歐玟），後者讓梅里騎乘他的坐騎溫佛拉。在帕蘭諾平原戰役時，溫佛拉被巫王嚇到，而在平原上四處奔跑。

## 戒靈的馬
甘道夫曾表示過九名戒靈騎乘的黑馬，從一生下來就是被訓練成服侍索倫的，所以牠們不會對戒靈產生恐懼。有可能索倫派出底下的半獸人至洛汗國搶劫黑色的馬匹，而送到魔多來訓練牠們成為戒靈坐騎的。

## 索倫之口的馬
僅在《王者再臨》的「黑門開啟」一章中出場，小說描述，索倫之口騎的這匹馬十分巨大，臉部更像是個可怕的骷髏面具。

## 羅哈洛
羅哈洛是第一紀元精靈國王芬國盼的坐騎。芬國盼騎著牠前往安格班迎戰魔王魔苟斯。

## 費樂羅夫
費樂羅夫（Felaróf）是洛汗國王伊歐給那匹殺死他父親的馬取的名字。當時伊歐之父李歐德在試圖馴服費樂羅夫時，牠變得狂野並將李歐德摔死。伊歐追尋了這匹馬好長一段時間，當他找到費樂羅夫並沒有殺死牠，而是將其制服，以不用馬鞍的方式駕馭牠。自此費樂羅夫的後代子孫便屬於洛汗國王，這個馬種被稱作「米亞拉斯」，除了國王的子孫外不讓任何人騎乘牠們；唯一的例外是影疾。

## 米亞拉斯神駒
米亞拉斯是中土大陸的一個馬種，其祖先來自於西方的海外仙境，牠們可以理解人類的語言，不喜歡馬鞍，只允許特定對象（洛汗王族及後來的甘道夫）騎乘牠們。已知名字的米亞拉斯神駒有費樂羅夫和影疾。

## 外部連結
- 中土大陸的馬（页面存档备份，存于）在魔戒維基上的條目 （英文）
- 中土大陸的馬（页面存档备份，存于）在Tolkien Gateway上的條目 （英文）